# Église presbytérienne Peniel
L'Église presbytérienne Peniel est une mission protestante du Cameroun du Consistoire Sanaga.   
En Mai 2022, les jeunes des différents synodes de l'Église presbytérienne camerounaise se sont réunis dans le bâtiment pour des discriminations dans la vie courante (accès à l'emploi, à l'éducation, aux services publics...), lors de la 10ème édition du Festival National des Arts et de la Culture.  
Le 22 février 2004, l'Eglise presbytérienne camerounaise (Epc) a honoré le révérend pasteur René Abednego Makon, fondateur et modérateur de la paroisse Peniel et doyen de l'Église presbytérienne camerounaise.  